# Ferreiros (Pernambuco)
Ferreiros é um município brasileiro do estado de Pernambuco.

## História
Acredita-se que a origem do povoado se deve à oficina de ferreiros localizada naquele lugar, que prestava serviços aos engenhos da região em fins do século XIX.
A construção da capela de Nossa Senhora da Conceição, em 1889, atraiu novos moradores para o local.
A vila de Ferreiros pertencia ao Município de Itambé-PE e foi emancipado em 08 de março de 1964. Seu primeiro prefeito foi o pedreiro José Honório da Silva, nomeado pelo então Governador Miguel Arraes de Alencar.
A Paróquia de Nossa Senhora da Conceição de Ferreiros foi instalada no dia 13 de Maio de 2006, pelo então Bispo da Diocese de Nazaré D. Jorge Tobias de Freitas, às 19:30 h, na presença de toda a comunidade católica da até então Capela de Nossa Senhora da Conceição, que pertencia a Paróquia de Timbaúba.

## Geografia

### Limites territoriais
- Ao norte: Com Camutanga – Começa no alto do Morro Tamboatá, mais conhecido como Alto do Urubu, definido pelas coordenadas geográficas aproximadas 07º28’41’’ Latitude sul e 35º18’48’’ Longitude W.Gr., na Serra do Jundiá, daí em reta para o ponto situado na vila da Usina Olho D’Água, de coordenadas geográficas aproximadas 07º25’12’’ Latitude sul e 35º15’33’’ Longitude W.Gr., daí por outra reta para a ponte no Riacho Camutanga ou Ferreiros, nas proximidades do Engenho Glória, no ponto de coordenadas geográficas aproximadas 07º26’40’’ Latitude sul e 35º14’17’’ Longitude W.Gr.
- Ao leste: Com Itambé – Começa na ponte no Riacho Camutanga ou Ferreiros, nas proximidades do Engenho Glória, no ponto de coordenadas geográficas aproximadas 07º26’40’’ Latitude sul e 35º14’17’’ Longitude W.Gr., daí desce pelo Riacho Camutanga ou Ferreiros até a sua foz, no Rio Água Torta, desce por este até a sua foz, no Rio També, desce por este até sua foz, no Rio Capibaribe-Mirim.
- Ao sul – Com Aliança – Começa na foz do Rio També, no Rio Capibaribe-Mirim, sobe por este até a foz do Riacho Maçaranduba.
- A oeste – Com Timbaúba – Começa na foz do Riacho Maçarandura até a foz de um Riacho sem denominação, nas proximidades do Engenho União, de coordenadas geográficas aproximadas 35º13’55’’ Longitude W.Gr., e 7º31’05’’ Latitude sul, daí por uma reta para o ponto mais alto do Engenho Barra, no ponto de coordenadas geográficas aproximadas 07º30’05’’ Latitude sul e 35º14’09’’ Longitude W.Gr., daí por outra reta para o alto do Engenho Verdum, daí por outra reta para no centro do Açude do Bicho, daí por outra reta para a nascente do Riacho Ganzá, no ponto de coordenadas geográficas aproximadas 07º30’00’’ Latitude sul e 35º18’21’’ Longitude W.Gr., daí em reta para a nascente do Riacho Água Torta, daí por outra reta para o alto do Morro Tamboatá, mais conhecido como Alto do Urubu, definido pelas coordenadas geográficas aproximadas 07º28’41’’ Latitude sul e 35º18’48’’ Longitude W.Gr., na Terra do Jundiá, ponto final.

O município de Ferreiros, está localizado na unidade Depressão Sertaneja, com paisagem típica do semi-árido nordestino, caracterizada por uma superfície de pediplanação bastante monótona. O relevo predominante é suave-ondulado, atravessado por vales estreitos, com vertentes dissecadas. Apresenta elevações residuais, cristas e/ou outeiros. Esses relevos isolados indicam os ciclos intensos de erosão que atingiram grande parte do sertão nordestino.
Os solos variam com a altitude: nos topos e altas vertentes ocorrem solos brunos não cálcicos, rasos e férteis; nos relevos ondulados e altas vertentes, observa-se solos podzólicos drenados de média fertilidade; as elevações Residuais possuem solos litólicos, rasos, pedregosos e fertilidade natural média; nos patamares compridos e baixas vertentes do relevo ondulado surgem os Planossolos, mal drenados, fertilidade natural média e problemas de salinização.
A vegetação nativa consiste em Caatinga Hiperxerófila com trechos de Floresta Caducifólia.
O Índice de Desenvolvimento Humano Municipal-IDH-M é de 0,629, situando o município em 80o no ranking estadual e em 4153o no nacional.

## Economia
A atividade econômica principal é a agroindústria açucareira.. Outros produtos agrícolas relvantes são: batata doce, coco, inhame e mandioca.

## Atividades sócio-culturais
A cidade de Ferreiros é conhecida pela fabricação de rabeca, muito utilizada no folguedo do cavalo-marinho. Outras manifestações culturais são a ciranda e o mamulengo, conhecido na região por “babau”. Estas manifestações estão presentes nas principais festas do município: a Festa da Rabeca (primeiro fim de semana do mês de outubro) ou a festa da padroeira, Nossa Senhora da Conceição (8 de dezembro).
O artesanato é rico em trabalhos com bordado, vagonite, renda, crochê, ponto de cruz e também esculturas de madeira.